# یوسف العتیبه
یوسف العتیبه (زادهٔ ۱۹ ژانویهٔ ۱۹۷۴) سفیر کنونی امارات متحده عربی ایالات متحده آمریکا است. او پیشتر سفیر غیر مقیم در مکزیک بود. او در محافل سیاسی به خاطر هوش خود و درکش از سیاست خاورمیانه شناخته شده‌است. پدر او غول نفتی منی العتیبه است که با شش بار ریاست بر اوپک رکورددار است.
در سال ۲۰۱۷ روزنامه هافینگتون پست ارتباطات وی با یک اندیشکده حامی اسراییل  و از طراحان تحریم ایران را افشا کرد. در این ایمیل لیستی از شرکت‌هایی که در ایران و هم‌زمان در امارات و عربستان سرمایه‌گذاری کرده اند ارائه شده و توصیه شده بود تا برای انتخاب بین کار در ایران و یا عربستان و امارات تحت فشار گذاشته شوند.